# Fauna del País Valencià
La fauna del País Valencià és el resultat de la diversitat d'hàbitats. Entre els peixos d'aigua dolça destaquen algunes espècies com el fartet i el samaruc, per ser dues espècies de peixos endèmiques del País Valencià, encara que també hi ha poblacions d'anguila, llissa, llobarro, etc.

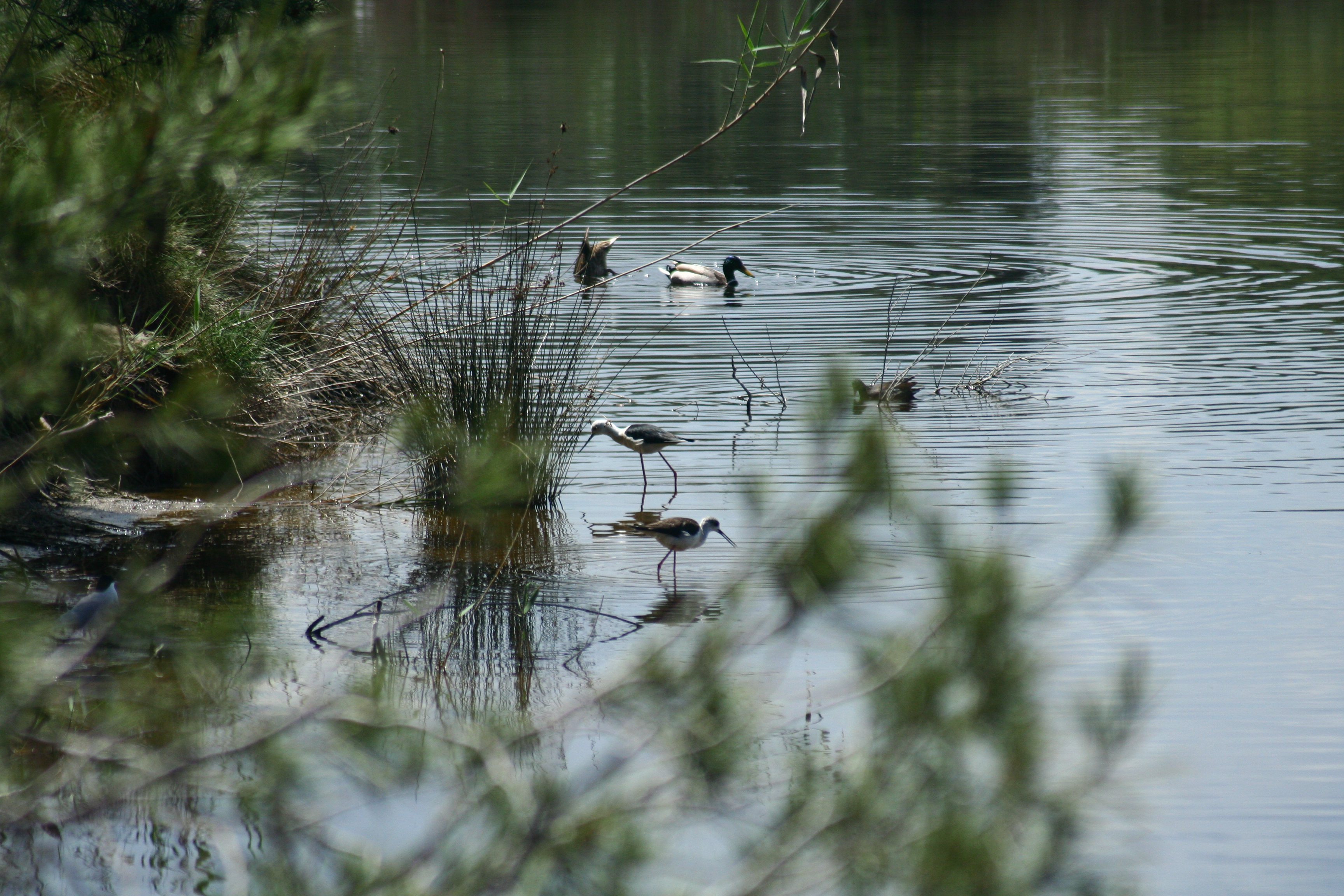
Camallargues i ànecs collverds a l'Albufera de València.

Pel que fa als amfibis, en territori valencià habiten diverses espècies, com el gripau comú, el gripau corredor, la granota comuna, així com també la gandària, entre d'altres. Els rèptils que es troben al País Valencià estan representats per diverses espècies com per exemple el fardatxo ocel·lat, la sargantana cuallarga, la colobra d'escala, la colobra bastarda, l'escurçó ibèric o la tortuga d'estany.
Les espècies més interessants de l'avifauna són sens dubte les rapinyaires i les aus aquàtiques. Al País Valencià existeixen 22 espècies de rapinyaires diürnes i 7 de nocturnes, de les quals destaquen per la seua vulnerabilitat el xoriguer petit, l'àguila cuabarrada i la peixatera, l'arpella comuna i la cendrosa, l'aufrany, el milà negre, el falcó pelegrí i el d'Eleonor. Pel que fa a les aus aquàtiques, al País Valencià existeix una gran varietat dels anàtids, com el xibec cap-roig, el cullerot comú o l'ànec collverd. També són destacables les colònies de garses, de les quals es poden ressenyar l'esplugabous, el martinet ros o l'agró blau, així com també és destacable la presència d'espècies com el xatrac comú, el xatrac becllarg, l'himantopus, el xarxet marbrenc o diverses espècies de gavina. Altres aus i ocells típics del País Valencià són el gaig, el pica-soques blau, el pit-roig, el colltort, el pinsà, etc.
Els mamífers estan representats, fonamentalment, per espècies de rosegadors, com la rata, la rata d'aigua, el ratolí de bosc o el ratolí morú, així com també per espècies de major grandària com el senglar, la rabosa, la fagina, la geneta i el teixó. A més d'això, cal esmentar que al País Valencià hi ha una gran varietat d'espècies de rates penades, algunes d'elles de gran importància i en greu perill d'extinció, com la rata penada de cova, la rata penada cuallarga, etc.